# Magic Mike
Magic Mike es una película estadounidense de 2012 dirigida por Steven Soderbergh. Protagonizada por Channing Tatum, Alex Pettyfer, Cody Horn, Matt Bomer y Matthew McConaughey.

## Trama
Mike Lane (Channing Tatum) realiza diversos trabajos con el fin de iniciar su propio negocio de muebles personalizados. En uno de sus trabajos es un bailarín del club nudista Xquisite, cuyo dueño, Dallas (Matthew McConaughey), quiere ampliar su negocio y tener clubes en varias ciudades. Un día Mike conoce a Adam (Alex Pettyfer), un joven de diecinueve años que se encuentra sin trabajo. Mike lo convence de trabajar en el club nudista, primero como asistente y posteriormente como bailarín. Tiempo después, Mike conoce a la hermana de Adam, Brooke (Cody Horn). A pesar de tener encuentros sexuales esporádicos con una joven llamada Joanna (Olivia Munn), Mike se muestra interesado por Brooke y le promete que cuidará de Adam.
A medida que Adam adquiere mayor popularidad como bailarín comienza a adentrarse en el estilo de vida de sus demás compañeros, consumiendo drogas y teniendo una actividad sexual más intensa. Cuando Dallas les comunica a sus empleados que tiene planeado trasladarse junto a ellos a Miami para abrir un nuevo club nudista, Mike le confiesa a Brooke que está cansado de la vida que lleva como bailarín y está a poco tiempo de abrir su propio negocio de muebles. Sin embargo, el banco rechaza el préstamo que solicita para iniciar el negocio y Mike se ve obligado a permanecer en el trabajo de bailarín.
En una fiesta en la casa de Dallas, Adam recibe un paquete de éxtasis que pretende vender para poder ganar dinero. Adam ha aumentado su consumo de drogas y sufre de cambios drásticos de personalidad, volviéndose más agresivo. Días después, mientras él y Mike están trabajando en una fiesta, Adam le da una pastilla a una joven, lo que provoca que su novio intente golpear a los bailarines. Tras enfrentarse con el novio de la joven y sus amigos, Mike y Adam huyen de la casa, dejando en el lugar el bolso en el que Adam tenía el resto de las pastillas.
Al día siguiente Mike y Adam van a una fiesta y consumen drogas, y duermen posteriormente en la casa de Mike. Brooke va a la casa para buscar a su hermano y lo encuentra desmayado en el suelo, por lo que se enfada con Mike y lo acusa de no haber cuidado a su hermano como había prometido, poniendo fin a la amistad entre ambos. Posteriormente, Mike es encarado por dos traficantes de drogas, quienes le exigen el pago de las pastillas que perdió Adam. Para saldar la deuda, Mike les entrega casi todos sus ahorros, los cuales tenía planeado ocupar en su negocio. Esa noche, durante la última presentación del club Xquisite, Mike decide abandonar su trabajo como bailarín. Al darse cuenta de esto, Dallas decide nombrar a Adam como el número principal de su club.
Mike va al departamento de Brooke y le cuenta que dejó su trabajo. Brooke, por su parte, le dice que su hermano le contó sobre cómo Mike pagó la deuda que tenía con los traficantes y se lo agradece. Ambos se perdonan y reconocen la atracción que sienten entre sí y deciden comenzar de nuevo.

## Reparto
- Channing Tatum como Michael "Magic Mike" Lane.
- Alex Pettyfer como Adam "The Kid".
- Matthew McConaughey como Dallas.
- Cody Horn como Brooke.
- Joe Manganiello como Big Dick Richie.
- Matt Bomer como Ken.
- Adam Rodríguez como Tito.
- Kevin Nash como Tarzan.
- Olivia Munn como Joanna.
- Gabriel Iglesias como Tobias.
- Mircea Monroe como Mercedes.
- Riley Keough como Nora.
- Wendi McLendon-Covey como Tara.
- Betsy Brandt como Banquera.
- Michael Roark como Ryan.

## Producción
El guion fue escrito por Reid Carolin, quien también fue uno de los productores de la película. La trama se basa en la experiencia del actor Channing Tatum como stripper, trabajo que realizó en Tampa (Florida) durante ocho meses cuando tenía entre 18 y 19 años de edad. Aunque la película no está basada en hechos específicos de su experiencia, Tatum señaló en una entrevista que lo que buscaba con Magic Mike era capturar la "atmósfera y energía" de lo vivido, "esa sensación de estar en un momento de tu vida cuando estás probando cosas". En una entrevista de 2010 Tatum dijo que había pensado en el director Nicolas Refn para que se encargara del proyecto. Refn había aceptado dirigir la película ya que iba a trabajar junto al actor en otro proyecto, pero el proyecto no se materializó y el director no estaba seguro de si tendría tiempo para dedicarse a la película de Tatum. Ante esto, y dado que se encontraba trabajando en la cinta Haywire, Tatum le preguntó al director Steven Soderbergh si le gustaría participar en su película, cosa que él aceptó.

## Recepción
Magic Mike obtuvo una respuesta positiva por parte de la crítica cinematográfica. La película posee un 80% de comentarios positivos en el sitio web Rotten Tomatoes, basado en un total de 186 reseñas, y una puntuación de 72/100 en Metacritic. Roger Ebert del periódico Chicago Sun-Times escribió: "Vender a cualquiera el derecho de tocar tus genitales a cambio de un par de dólares no es una buena manera de construir autoestima. Magic Mike de Steven Soderbergh expone este argumento a través de una hábil mezcla de comedia, romance, melodrama y unas rutinas de striptease notablemente bien montadas". Owen Gleiberman de Entertainment Weekly sostuvo que el director "nos introduce en el mundo entre bastidores del club Xquisite, una subcultura genialmente chabacana de jugadores, perdedores, y machos inocentes a quienes la película observa con una astucia y detalle que compite con la 'familia' del porno duro en Boogie Nights y con los luchadores profesionales en The Wrestler".
Por el contrario, Peter Travers de la revista Rolling Stone escribió: "La primera parte de la película es obscenamente divertida, con Matthew McConaughey robando escenas como Dallas [...] [pero] Magic Mike lentamente degenera en una fábula con moraleja simplista". Javier Ocaña de El País sostuvo que Soderbergh, ante una materia prima como la de Magic Mike, "irá a lo suyo, la perfección técnica, casi siempre gélida, pero sin lograr variar los genes del material —casi nunca ha logrado el éxito con un producto complejo— ni tampoco subir demasiado el listón de la calidad en un relato de usar y tirar".

## Secuela
La segunda parte de la película, titulada Magic Mike XXL, se estrenó en julio de 2015. Cuenta con el mismo elenco de actores y su director es Gregory Jacobs, quien había trabajado anteriormente junto a Steven Soderbergh como asistente de dirección.

## Premios
| Año  | Premio                              | Categoría                   | Receptor(es)        | Resultado |
| ---- | ----------------------------------- | --------------------------- | ------------------- | --------- |
| 2013 | Premios Independent Spirit          | Mejor actor de reparto      | Matthew McConaughey | Ganador   |
| 2013 | Critics' Choice Movie Awards        | Mejor actor de reparto      | Matthew McConaughey | Nominado  |
| 2013 | People's Choice Awards              | Película dramática favorita |                     | Nominada  |
| 2012 | New York Film Critics Circle Awards | Mejor actor de reparto      | Matthew McConaughey | Ganador   |